# ملن، میشیگان
ملن (به انگلیسی: Mellen Township) یک منطقهٔ مسکونی در ایالات متحده آمریکا است که در شهرستان منامنی، میشیگان واقع شده‌است.
 ملن ۸۱٫۳ کیلومتر مربع مساحت و ۱٬۲۶۰ نفر جمعیت دارد و ۲۱۳ متر بالاتر از سطح دریا واقع شده‌است.